# Corgoň liga 2013/2014
Sezóna 2013/14 byla 21. ročníkem nejvyšší slovenské fotbalové soutěže. Začala v první polovině července 2013. Účastnilo se jí 12 týmů, každý s každým hrál jednou na domácím hřišti a jednou na hřišti soupeře. Navíc se pak opakovala první část zápasů, takže se za sezonu odehrálo 33 kol. Mezi elitu se probojoval tým FC DAC 1904 Dunajská Streda, který se do ligy vrátil po roční přestávce. Mistrovský titul ze sezóny 2012/13 obhájil ŠK Slovan Bratislava, který získal svůj osmý titul a reprezentoval slovenský fotbal ve 2. předkole Ligy mistrů. Druhý a třetí tým v tabulce si zajistily účast v předkolech Evropské ligy 2014/15, na druhé příčce skončil FK AS Trenčín, na třetím FC Spartak Trnava. Do evropských pohárů (konkrétně Evropské ligy 2014/15) postoupil i pátý celek MFK Košice díky vítězství ve slovenském poháru. Do druhé ligy sestoupil tým na 12. místě, týkalo se to klubu FC Nitra.
Je to poslední ročník slovenské nejvyšší ligy, který nese sponzorské označení Corgoň podle značky piva. Jeho výrobce, společnost Heineken Slovensko, se rozhodl ukončit spolupráci s Unií ligových klubů.

## Kauza ovlivňování výsledků
V září 2013 vypukla kauza zmanipulovaných zápasů ve prospěch asijských sázkařských gangů. Byly obviněny tři osoby, Ivan Žiga (který v minulosti hrál kopanou v Malajsii), Róbert Rák a Marián Dirnbach jakožto organizátoři, spojky mezi asijskými sázkovými kancelářemi a zaplacenými fotbalisty, kterým měli nabízet úplatek v rozpětí od 2 000 do 60 000 eur za zmanipulovaný zápas. Mezi obviněnými fotbalisty byli čtyři hráči klubu FC DAC 1904 Dunajská Streda: Ivan Hodúr, Marek Božoň, Michal Dian a Tomáš Huber. V utkáních mělo padnout čtyři a více branek, což se také třikrát stalo: Senica – DAC 4:0, Trenčín – DAC 6:0, Myjava – DAC 4:1. Skupina mimo slovenskou nejvyšší ligu ovlivňovala i utkání v nespecifikované fotbalové soutěži České republiky, kde bylo obviněno dalších 12 lidí.

## Lokalizace
- Žilinský kraj – MŠK Žilina, MFK Ružomberok
- Trnavský kraj – FC Spartak Trnava, FK Senica, FC DAC 1904 Dunajská Streda
- Bratislavský kraj – ŠK Slovan Bratislava
- Trenčínský kraj – FK AS Trenčín, TJ Spartak Myjava
- Nitranský kraj – FC Nitra, FC ViOn Zlaté Moravce
- Banskobystrický kraj – FK Dukla Banská Bystrica
- Košický kraj – MFK Košice

## Kluby
| Klub                        | Stadion                             | Kapacita | Trenér           | Kapitán                    | Sponzor  | Poslední sezona    |
| --------------------------- | ----------------------------------- | -------- | ---------------- | -------------------------- | -------- | ------------------ |
| ŠK Slovan Bratislava        | Stadion Pasienky                    | 12 000   | Jozef Valovič    | Igor Žofčák                | Adidas   | 1. místo           |
| FK Senica                   | Štadión FK Senica                   | 4 500    | Pavel Hapal      | Juraj Piroska              | Hummel   | 2. místo           |
| FK AS Trenčín               | Štadión na Sihoti                   | 4 500    | Martin Ševela    | Miloš Volešák              | Nike     | 3. místo           |
| TJ Spartak Myjava           | Štadión Spartaka Myjava             | 2 000    | Radúz Dorňák     | Martin Černáček            | Uhlsport | 4. místo           |
| MFK Košice                  | Štadión Lokomotívy v Čermeli        | 9 000    | Radoslav Látal   | Peter Šinglár              | Nike     | 5. místo           |
| MFK Ružomberok              | Štadión pod Čebraťom                | 4 817    | Jozef Chovanec   | Tomáš Ďubek                | Umbro    | 6. místo           |
| MŠK Žilina                  | Štadión pod Dubňom                  | 11 181   | Adrián Guľa      | Viktor Pečovský            | Nike     | 7. místo           |
| FC ViOn Zlaté Moravce       | Štadión FC ViOn                     | 4 000    | Branislav Mráz   | Martin Babic               | Legea    | 8. místo           |
| FK Dukla Banská Bystrica    | Štadión SNP                         | 10 000   | Norbert Hrnčár   | Jakub Považanec            | Adidas   | 9. místo           |
| FC Nitra                    | Štadión pod Zoborom                 | 11 384   | Ladislav Hudec   | Cléber Nascimento da Silva | Jako     | 10. místo          |
| FC Spartak Trnava           | Štadión Antona Malatinského         | 18 448   | Juraj Jarábek    | Roman Procházka            | Givova   | 11. místo          |
| FC DAC 1904 Dunajská Streda | Mestský štadión DAC Dunajská Streda | 16 410   | Mikuláš Radványi | Peter Majerník             | Adidas   | 1. místo (2. liga) |

## Konečná tabulka
| Poř. | Tým                         | Z  | V  | R | P  | VG | OG | B  |
| ---- | --------------------------- | -- | -- | - | -- | -- | -- | -- |
| 1.   | ŠK Slovan Bratislava        | 33 | 24 | 3 | 6  | 63 | 32 | 75 |
| 2.   | FK AS Trenčín               | 33 | 19 | 6 | 8  | 74 | 35 | 63 |
| 3.   | FC Spartak Trnava           | 33 | 16 | 5 | 12 | 47 | 42 | 53 |
| 4.   | MFK Ružomberok              | 33 | 15 | 5 | 13 | 56 | 51 | 50 |
| 5.   | MFK Košice                  | 33 | 13 | 7 | 13 | 41 | 40 | 46 |
| 6.   | FK Senica                   | 33 | 13 | 7 | 13 | 45 | 47 | 46 |
| 7.   | TJ Spartak Myjava           | 33 | 13 | 6 | 14 | 45 | 54 | 45 |
| 8.   | FK Dukla Banská Bystrica    | 33 | 11 | 9 | 13 | 48 | 48 | 42 |
| 9.   | MŠK Žilina                  | 33 | 11 | 7 | 15 | 49 | 50 | 40 |
| 10.  | FC ViOn Zlaté Moravce       | 33 | 11 | 5 | 17 | 36 | 47 | 38 |
| 11.  | FC DAC 1904 Dunajská Streda | 33 | 8  | 8 | 17 | 29 | 57 | 26 |
| 12.  | FC Nitra                    | 33 | 6  | 8 | 19 | 33 | 63 | 26 |

Poznámky:
- Z = Odehrané zápasy; V = Vítězství; R = Remízy; P = Prohry; VG = Vstřelené góly; OG = Obdržené góly; B = Body

Legenda:
|  | druhé předkolo Ligy mistrů UEFA 2014/15 |
|  | první předkolo Evropské ligy 2014/15    |
|  | druhé předkolo Evropské ligy 2014/15    |
|  | Sestup do 2. slovenské ligy             |

## Nejlepší střelci
| Pořadí | Střelec         | Klub                            | Góly |
| ------ | --------------- | ------------------------------- | ---- |
| 1      | Tomáš Malec     | AS Trenčín                      | 14   |
| 2      | Léandre Tawamba | MFK Ružomberok                  | 13   |
| 2      | Juraj Piroska   | FK Senica                       | 13   |
| 4      | Pavel Fořt      | Slovan Bratislava               | 12   |
| 4      | Róbert Vittek   | Slovan Bratislava               | 12   |
| 6      | Miloš Lačný     | MFK Ružomberok/FK Kajrat Almaty | 11   |
| 6      | Štefan Pekár    | Spartak Myjava                  | 11   |
| 6      | Pavol Jurčo     | Dukla Banská Bystrica/Žilina    | 11   |
| 9      | Gino van Kessel | AS Trenčín                      | 10   |
| 9      | Tomáš Ďubek     | MFK Ružomberok                  | 10   |
| 9      | Erik Sabo       | Spartak Trnava                  | 10   |

## Vítěz
| Corgoň liga 2013/14 ŠK Slovan Bratislava (8. titul) |